# Жовті Води (автостанція)
Автостанція «Жовті Води» входить до ПАТ «Дніпропетровське обласне підприємство автобусних станцій».

## Основні напрямки

### Місцевого формування
- Жовті Води — Київ
- Жовті Води — Дніпро
- Жовті Води — Кривий Ріг
- Жовті Води — Кропивницький
- Жовті Води — Терни
- Жовті Води — Новоукраїнка
- Жовті Води — Бердянськ
- Жовті Води — Верхньодніпровськ
- Жовті Води — Кирилівка
- Жовті Води — П'ятихатки
- Жовті Води — Чумаки (П'ятихатський район)
- Жовті Води — Зелене (Петрівський район, Кіровоградська область)
- Жовті Води — Жовте (П'ятихатський район)
- Жовті Води — Стрілкове

### Транзитні
- Дніпро — Терни
- Кривий Ріг — Черкаси
- Кривий Ріг — Кременчук
- Кривий Ріг — Миргород
- Кривий Ріг — Горішні Плавні
- Кривий Ріг — Світловодськ
- Кривий Ріг — Верхньодніпровськ
- Нікополь — П'ятихатки